# Sir Hector
Sir Hector of Sir Ector is de vader van Kay en pleegvader van koning Arthur in de Arthurlegendes. Soms wordt hij omschreven als koning maar vaker als heer of vazal van de koning. In T.H. Whites The Once and Future King wordt beschreven dat zijn domeinen lagen in het "Forest Sauvage"; latere schrijvers hebben deze bevindingen ook gebruikt in hun boeken. 